# Benno Gellenbeck
Benno Gellenbeck (* 13. Oktober 1910 in Gladbeck; † 6. September 1974 in Hamburg) war ein deutscher Film- und Theaterschauspieler. Durch seine markante Stimme war er auch ein gefragter Hörspielsprecher.

## Leben
Benno Gellenbeck war ein Fernsehschauspieler der ersten Stunde. Gemeinsam mit Marga Maasberg, Josef Sieber und Alf Pankratz stand er am 25. Dezember 1952, dem ersten offiziellen Sendetag des Deutschen Fernsehens, in der Produktion Stille Nacht, heilige Nacht vor der Kamera.
Unter der Intendanz von Gustaf Gründgens spielte er am Deutschen Schauspielhaus. Die dortigen Inszenierungen des Othello, Hamlet oder Faust II erschienen bei der Deutschen Grammophon auf Sprechplatten.
Neben seiner Theatertätigkeit konnte man Gellenbeck auch in einigen deutschen Spielfilmen sehen, etwa in Pension Schöller oder Ich zähle täglich meine Sorgen mit Peter Alexander und Hans Paetsch. 1951 spielte er im Skandalfilm Die Sünderin an der Seite von Hildegard Knef und Gustav Fröhlich. In den 1960er Jahren sah man ihn u. a. in verschiedenen Fernsehserien wie Hafenpolizei, Cliff Dexter oder John Klings Abenteuer.
Als Sprecher übernahm er im EUROPA-Hörspiel Moby Dick die Rolle des Captain Ahab. Ebenfalls hörte man ihn dort als Odysseus, Sindbad, Gott oder in verschiedenen Karl-May-Vertonungen als Old Firehand.
Aufgrund seiner kraftvollen Stimme wurde Gellenbeck auch als Synchronsprecher eingesetzt. Er sprach Herbert Lom in Ladykillers, Sean Connery in Duell am Steuer oder Peter Finch in Das Herz aller Dinge. Im Edgar-Wallace-Film Der Frosch mit der Maske hört man ihn zeitweise als Synchronstimme von Joachim Fuchsberger.
Gellenbeck betätigte sich auch als Sänger.
1974 starb Benno Gellenbeck im Alter von 63 Jahren in Hamburg.

## Filmografie (Auswahl)
- 1940: Falschmünzer
- 1950: Die Dritte von rechts
- 1951: Die Sünderin
- 1952: Stille Nacht, heilige Nacht
- 1954: John Walker schreibt an seine Mutter
- 1954: Klavier zu verkaufen
- 1956: Skandal um Dr. Vlimmen
- 1957: Bekenntnisse des Hochstaplers Felix Krull
- 1957: Romeo und Julia in Berlin
- 1958: Stahlnetz: Die Tote im Hafenbecken
- 1958: Dr. Crippen lebt
- 1958: Die begnadete Angst
- 1958: Der Schinderhannes
- 1959: Salem Aleikum
- 1959: Die Nacht vor der Premiere
- 1959: Das Totenschiff
- 1960: Als geheilt entlassen
- 1960: Pension Schöller
- 1960: Ich zähle täglich meine Sorgen
- 1960: Stahlnetz: Die Zeugin im grünen Rock
- 1961: Am Abend ins Odeon
- 1962: Das Rätsel der roten Orchidee
- 1962: Der Schatz im Silbersee
- 1963: Strandgeflüster
- 1963: Hafenpolizei – Die Ölspur
- 1963: Signor Rizzi kommt zurück
- 1964: Das Kriminalgericht – Der Fall Calmette
- 1964: Abenteuerliche Geschichten: Die Schachpartie
- 1965: John Klings Abenteuer – Der Täter ist bekannt
- 1965: John Klings Abenteuer – Blüten
- 1965: Die verschlossene Tür
- 1965: Im Schlaraffenland
- 1966: Hafenpolizei – Die Schlankheitskur
- 1966: Intercontinental Express – Anschluß in Karlsruhe
- 1966: Zwei wie wir … und die Eltern wissen von nichts
- 1967: Ein Fall für Titus Bunge – Kalte Ente
- 1967: Bürgerkrieg in Rußland – Revolutionsjahr 1917
- 1967: Landarzt Dr. Brock – Die Stiefmutter
- 1967: Cliff Dexter – Heiße Fracht aus Skandinavien
- 1967: Cliff Dexter – Gäste um Mitternacht
- 1967: Großer Mann was nun? (Fernsehserie)
- 1968: Eine Gefangene bei Stalin und Hitler
- 1968: Über den Gehorsam. Szenen aus Deutschland, wo die Unterwerfung des eigenen Willens unter einen fremden als Tugend gilt
- 1969: Polizeifunk ruft – Augenzeuge gesucht
- 1969: Das Wunder von Lengede
- 1969: Die Räuber
- 1970: Ida Rogalski – Heimlichkeiten